# Префектура
Префекту́ра (лат. praefectura, від praefectus — начальник, голова) — адміністративно-територіальна одиниця.

## Марокко
Префектурами також називаються міські адміністративні одиниці Марокко (Рабат і Касабланка).

## Римська імперія
Адміністративно-територіальна одиниця у Римській імперії після адміністративно-територіальної реформи Костянтина Великого.

## Руанда
Основна адміністративно-територіальна одиниця в Руанді.

## Франція
У Франції префектура означає адміністративний центр департаменту.

## Центральноафриканська Республіка
Префектура є адміністративною одиницею в Центральноафриканській Республіці.

## Японія
Префектури Японії